# فرخ‌لقا هوشمند
فرخ‌لقا هوشمند با نام اصلی فرخ‌لقا پوررسول ( ۱۳۰۷ – ۲۲ تیر ۱۳۸۸) بازیگر پیشکسوت تئاتر، سینما و تلویزیون بود. فرخ‌لقا هوشمند سابقه حضور در بیش از ۷۰ فیلم سینمایی را دارد که از میان آن‌ها می‌توان به شب قوزی (فرخ غفاری)، خواستگار (علی حاتمی)، کلاغ (بهرام بیضایی) و مجموعه فیلم‌های صمد اشاره کرد.

## زندگی
او در سال ۱۳۰۷ در رشت به دنیا آمد. بازی در تئاتر را از سال ۱۳۲۴ تا سال ۱۳۳۵ در گیلان و سپس در تهران تا سال ۱۳۴۲ آغاز و بازی در سینما را سال ۱۳۳۶ با ایفای نقش کوتاهی در «نردبان ترقی»، با همکاری «پرویز خطیبی» آغاز کرد.

## درگذشت
او در تاریخ ۲۲ تیر ۱۳۸۸ پس از ۳۲ روز بستری درگذشت.

## فعالیت‌های هنری
او دوران بازیگری را در هنرستان هنرپیشگی زیرنظر عطاءالله زاهد، مجید محسنی و حمید قنبری در سال ۱۳۲۴ آغاز کرد و بلافاصله در تئاتر گیلان فعال شد.
شروع فعالیت در سینما در فیلم «نردبان ترقی» در سال ۱۳۳۶ بود و از عمده نمایش‌هایش می‌توان از «خسرو و شیرین»، «خسیس» نام برد. فرخ‌لقا هوشمند با بازی در نقش مادر «صمد» در سری فیلم‌های صمد بسیار معروف شد و تقریباً درتمامی این سری فیلم‌ها بازی کرد.
او در مجموعه‌های تلویزیونی و فیلم‌هایی چون «صمد در راه اژدها»، «صمد آرتیست می‌شود»، «صمد به مدرسه می‌رود»، «صمد و سامی، لیلا و لیلی»، «صمد و فولاد زره دیو»، «صمد و قالیچهٔ حضرت سلیمان»، «صمد خوشبخت می‌شود»، «کوچک جنگلی»، «لبخند زندگی»، «عیاران»، «داستان یک شهر»، «خانه به خانه»، «مدرسه مادربزرگ‌ها»، «سوخته‌دلان»، «خودرو تهران ۱۱»، «دردسر بزرگ»، «سایه‌ها»، «چراغ جادو»، «قصه‌های شهرک»، «دختران»، «مامان آفاق» به ایفای نقش پرداخت. همچنین در فیلم‌های سینمایی چون «علی واکسی»، «شب قوزی»، «شوهر آهوخانم»، «کلاغ»، «باشو غریبه کوچک»، «شکار خاموش»، «افسانه آه»، «رنو تهران ۲۹»، «دو نفر و نصفی»، «مسافران»، «چهارشنبه عزیز»، «دو همسفر»، «الو الو من جوجوام»، «همسر»، «بلوف»، «کلاه قرمزی و پسرخاله»، «سفر»، «اشک و لبخند»، «شراره» به بازیگری پرداخت.

## فیلم‌شناسی

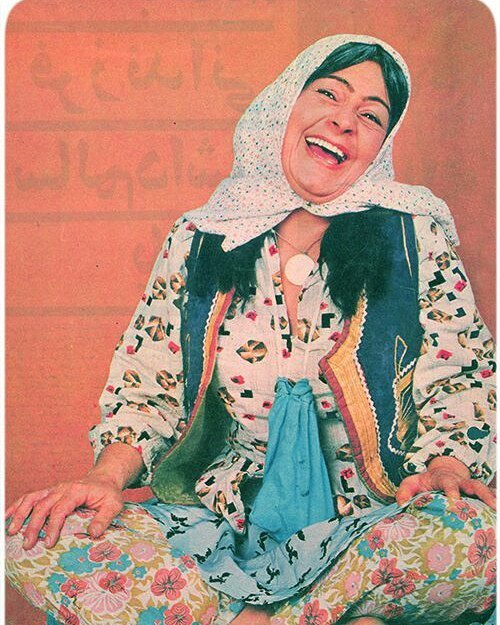
فرخ لقا هوشمند

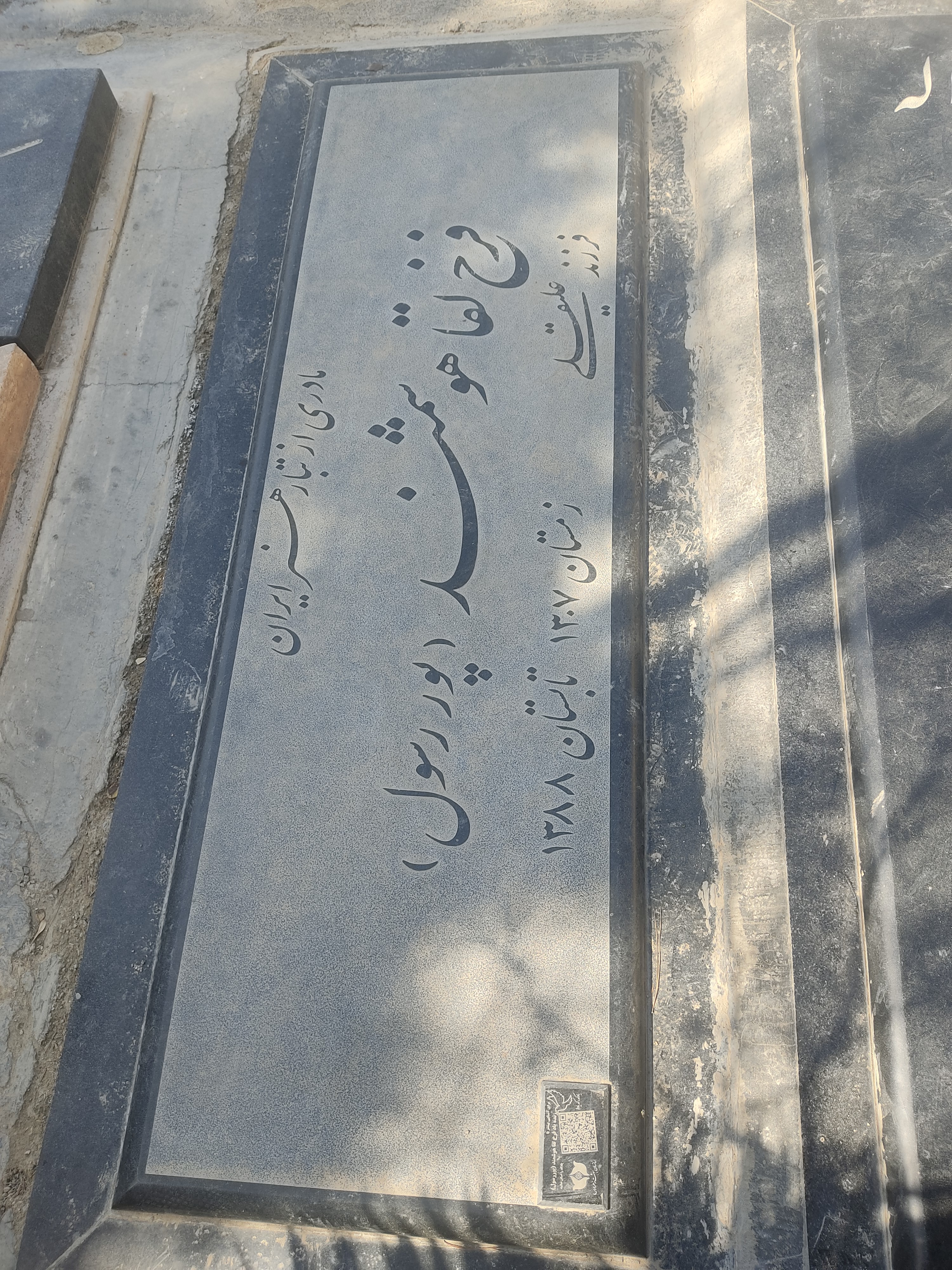
قبر فرخ‌لقا هوشمند در قطعه هنرمندان بهشت زهرا

### سینما
1. غزل (۱۳۸۰)
2. شراره (۱۳۷۸)
3. زخمی (۱۳۷۶)
4. کلید ازدواج (۱۳۷۶)
5. سرحد (۱۳۷۵)
6. مینا و غنچه (۱۳۷۵)
7. اشک و لبخند (۱۳۷۳)
8. الو! الو! من جوجوام (۱۳۷۳)
9. سفر (۱۳۷۳)
10. کلاه‌قرمزی و پسرخاله (۱۳۷۳)
11. بلوف (۱۳۷۲)
12. همسر (۱۳۷۲)
13. همه دختران من (۱۳۷۲)
14. چهارشنبه عزیز (۱۳۷۱)
15. خوش‌خیال (۱۳۷۱)
16. دو نفر و نصفی (۱۳۷۰)
17. دو همسفر (۱۳۷۰)
18. دیدار در استانبول (۱۳۷۰)
19. مسافران (۱۳۷۰)
20. افسانه آه (۱۳۶۹)
21. رنو تهران - ۲۹ (۱۳۶۹)
22. ملک خاتون (۱۳۶۹)
23. پنجاه و سه نفر (۱۳۶۸)
24. شکار خاموش (۱۳۶۸)
25. باشو، غریبه‌ی کوچک (۱۳۶۵)
26. قرنطینه (۱۳۶۱)
27. صمد به شهر می‌رود (۱۳۵۸)
28. صمد دربه‌در می‌شود (۱۳۵۷)
29. صمد در راه اژدها ۱۳۵۶)
30. فری دست‌قشنگ (۱۳۵۶)
31. کلاغ (۱۳۵۶)
32. پاکباخته (۱۳۵۵)
33. پسرک (۱۳۵۵)
34. شادی‌های زندگی (۱۳۵۵)
35. صمد خوشبخت می‌شود (۱۳۵۴)
36. اوستا کریم نوکرتیم (۱۳۵۳)
37. صمد آرتیست می‌شود (۱۳۵۳)
38. گل پری جون (۱۳۵۳)
39. صمد به مدرسه می‌رود (۱۳۵۲)
40. کج‌کلاخان (۱۳۵۲)
41. استوار و پاسبان (۱۳۵۱)
42. خانه قمر خانم (۱۳۵۱)
43. خواستگار (۱۳۵۱)
44. صمد و سامی، لیلا و لیلی (۱۳۵۱)
45. صمد و فولادزره دیو (۱۳۵۱)
46. مهدی مشکی و شلوارک داغ (۱۳۵۱)
47. همیشه قهرمان (۱۳۵۱)
48. پهلوان مفرد (۱۳۵۰)
49. دنیا مال منه (۱۳۵۰)
50. صمد و قالیچه حضرت سلیمان (۱۳۵۰)
51. قسمت (۱۳۴۹)
52. مالک دوزخ (۱۳۴۸)
53. نعره طوفان (۱۳۴۸)
54. ببر مازندران (۱۳۴۷)
55. دزد سیاهپوش (۱۳۴۷)
56. شوهر آهو خانم (۱۳۴۷)
57. میلیونرهای گرسنه (۱۳۴۶)
58. من مادرم (۱۳۴۴)
59. شب قوزی (۱۳۴۳)
60. آقای هفت‌رنگ (۱۳۴۲)
61. ستاره‌ای چشمک زد (۱۳۴۲)
62. علی واکسی (۱۳۴۰)
63. روزنه امید (۱۳۳۸)
64. نردبان ترقی (۱۳۳۶)

### تلویزیون
| سال       | نام                           | سمت          | کارگردان                             | توضیحات |
| --------- | ----------------------------- | ------------ | ------------------------------------ | --- |
| ۱۳۸۲      | بانکی‌ها                       | بازیگر       | مهدی مظلومی                          | شبکه ۲ |
| ۱۳۸۲      | کوچه اقاقیا                   | بازیگر مهمان | رضا عطاران                           | شبکه ۵ |
| ۱۳۸۰      | کارآگاه شمسی و دستیارش مادام  | بازیگر       | مرضیه برومند                         | بازی در اپیزود «روح سرگردان» شبکه ۵ |
| ۱۳۷۹–۱۳۸۰ | جاده‌های سبز شمالی             | بازیگر       | عباس رافعی                           | شبکه ۱ |
| ۱۳۷۹–۱۳۸۰ | چراغ جادو                     | بازیگر       | همایون اسعدیان                       | شبکه ۱ |
| ۱۳۷۹      | دختران                        | بازیگر مهمان | اصغر توسلی                           | بازی در اپیزود «جایی دور اما سبز» شبکه ۵ |
| ۱۳۷۹      | خندان                         | بازیگر       | قاسم جعفری                           | مجموعهٔ ۱۳ قسمتی از تولیدات شبکهٔ جهانی جام‌جم |
| ۱۳۷۹      | سایه‌ها                        | بازیگر       | غلامرضا رمضانی                       | |
| ؟         | انسان تنها                    | بازیگر       | نادر کجوری                           | آیتمهای کوتاه نمایشی که اواخر دهه هفتاد پخش می‌شد. |
| ؟         | آقای تومانی]                  | بازیگر       | ؟                                    | آیتمهای کوتاه نمایشی دربارهٔ «اسکناس» که اواخر دهه هفتاد پخش می‌شد.                                                                                                  |
| ۱۳۷۸–۱۳۷۹ | قصه‌های شهرک سینمایی           | بازیگر       | بابک محمدی                           | شبکه ۳ |
| ۱۳۷۸      | دردسر بزرگ                    | بازیگر       | علی عبدالعلی‌زاده                     | در نوروز ۱۳۷۹ از شبکه ۲ پخش شد. |
| ۱۳۷۸      | کاشانه                        | بازیگر       | قاسم جعفری                           | شبکه ۳ |
| ۱۳۷۸      | قصه‌های فلانی                  | بازیگر       | ارژنگ امیرفضلی                       | |
| ۱۳۷۸      | شیرینی زندگی                  | بازیگر       | ترانه عطا                            | |
| ۱۳۷۷–۱۳۷۸ | هتل                           | بازیگر مهمان | مرضیه برومند                         | بازی در اپیزود «همسران» شبکه ۵ |
| ۱۳۷۷      | گم‌شده                         | بازیگر       | مسعود نوابی                          | شبکه ۱ |
| ۱۳۷۷      | دنیای شیرین دریا              | بازیگر مهمان | بهروز بقایی                          | در برنامه کودک و نوجوان شبکه ۱ پخش می‌شد. |
| ۱۳۷۷      | صدف و مروارید                 | بازیگر       | محسن شهابی                           | در برنامه کودک و نوجوان شبکه ۲ پخش می‌شد. |
| ۱۳۷۷      | به او بگوئید دوستش دارم       | بازیگر       | حمید تمجیدی                          | شبکه ۳ |
| ۱۳۷۷      | شرکت                          | بازیگر       | عبدالله باکیده                       | شبکه ۳ |
| ۱۳۷۵–۱۳۷۶ | تهران ۱۱–۵۹۵ ج ۴۸             | بازیگر       | مرضیه برومند                         | بازی در اپیزود «تصادف» شبکه ۵ |
| ۱۳۷۵      | چون سرو قدکشیدن               | بازیگر       | فریدون حسن‌پور                        | گروه کودک و نوجوان شبکه ۲ |
| ۱۳۷۵      | خانه به خانه                  | بازیگر       | کیانوش عیاری                         | شبکه ۱ |
| ۱۳۷۵      | مدرسه مادربزرگ‌ها              | بازیگر       | غلامرضا رمضانی                       | شبکه ۵ |
| ۱۳۷۵      | دنیای شیرین                   | بازیگر       | بهروز بقایی                          | در برنامه کودک و نوجوان شبکه ۱ پخش می‌شد. |
| ۱۳۷۴–۱۳۷۵ | سوخته‌دلان                     | بازیگر       | بهروز طاهری                          | شبکه ۲ |
| ۱۳۷۴      | کت و شلوار خواستگاری          | بازیگر       | سعید سلطانی                          | در نوروز ۱۳۷۵ از شبکه ۱ پخش شد. |
| ۱۳۷۴      | داستان یک شهر                 | بازیگر       | خسرو معصومی                          | این مجموعه در ابتدا «خانه‌های شاد» نام داشت و از شبکه ۱ پخش می‌شد و نباید آن را با سریالی دیگر به همین نام به کارگردانی «اصغر فرهادی» (۱۳۷۸- شبکه تهران) اشتباه کرد. |
| ۱۳۷۴      | عیاران                        | بازیگر       | کاظم بلوچی                           | |
| ۱۳۷۴      | زائر غریب                     | بازیگر       | اکبر صادقی                           | نویسنده: «بهمن زرین‌پور» |
| ۱۳۷۴      | سوءظن                         | بازیگر       | عبدالرضا اکبری                       | در برنامه «سیمای خانواده» شبکه ۱ پخش می‌شد. |
| ۱۳۷۳      | همسران                        | بازیگر مهمان | بیژن بیرنگ مسعود رسام                | شبکه ۲ |
| ۱۳۷۳      | شال و انگشتر                  | بازیگر       | عبدالرضا اکبری                       | از برنامه «سیمای خانواده» شبکه ۱ پخش می‌شد. |
| ۱۳۷۲      | لبخند زندگی                   | بازیگر       | محمد دستگردی                         | شبکه ۱ |
| ۱۳۷۱      | آخرین ایستگاه                 | بازیگر       | مصطفی راور حسین پهلوان نشان          | در دهه فجر ۱۳۷۱ در برنامه کودک و نوجوان شبکه ۱ پخش شد. |
| ۱۳۷۱      | خانهٔ من کجاست؟                | بازیگر       | محمد حسن‌زاده                         | شبکه ۱ |
| ۱۳۷۰–۱۳۷۱ | تعطیلات نوروزی                | بازیگر       | خسرو ملکان                           | در نوروز ۱۳۷۱ از شبکه ۱ پخش شد. |
| ۱۳۶۹      | شاهدان کوچک                   | بازیگر       | غلامرضا رمضانی                       | برنامه کودک و نوجوان شبکه ۱ |
| ۱۳۶۷–۱۳۶۹ | رعنا                          | بازیگر       | داوود میرباقری                       | شبکه ۱ |
| ۱۳۶۷–۱۳۶۸ | تله‌فیلم «۵۳ نفر»              | بازیگر       | یوسف سیدمهدوی                        | در ۴ قسمت از شبکه ۱ پخش شد. |
| ۱۳۶۳–۱۳۶۶ | کوچک جنگلی                    | بازیگر       | بهروز افخمی                          | در نقش «پیرزن پرستار» |
| ۱۳۵۳–۱۳۵۷ | آقای مربوطه                   | بازیگر مهمان | بهزاد اشتیاقی                        | پخش آن از نیمه دوم سال ۱۳۵۳ آغاز و تا اواسط سال ۱۳۵۷ (چند ماه پیش از پیروزی انقلاب اسلامی) ادامه داشت.                                                             |
| ۱۳۵۴–۱۳۵۵ | ببخشید!                       | بازیگر       | سیروس قهرمانی                        | |
| ۱۳۵۴      | کاف‌شو                         | بازیگر       | پرویز صیاد                           | «کاف‌شو» در واقع یکصد و پنجاه و یکمین و آخرین قسمت از مجموعه تلویزیونی «اختاپوس» بود که به مناسبت نوروز ۵۴ ساخته شده بود و در ۱۳ فروردین ماه ۱۳۵۴ پخش شد.           |
| ۱۳۵۴      | مأمور ما صمد در بالاتر از خطر | بازیگر       | پرویز صیاد                           | این مجموعه تلویزیونی، در ۵ قسمت ساخته و پخش شد. |
| ۱۳۵۳      | ماجراهای صمد                  | بازیگر       | پرویز صیاد                           | این مجموعه تلویزیونی، در ۱۳ قسمت ساخته و پخش شد. |
| ۱۳۵۲      | تله‌تئاتر «ساتگین»             | بازیگر       | نوذر آزادی                           | نویسنده: «جواد مجابی» |
| ۱۳۵۲      | تله‌تئاتر «کتک‌خورده و راضی»    | بازیگر       | نوذر آزادی                           | نویسنده: «آلخاندرو کاسونا» |
| ۱۳۴۶–۱۳۴۹ | سرکار استوار                  | بازیگر       | منصور پورمند پرویز کاردان پرویز صیاد | این سریال، نزدیک به ۲۰۰ قسمت داشت و پخش آن از اواسط سال ۱۳۴۶ آغاز شد و پس از وقفه‌ای، تا سال ۱۳۴۹ ادامه داشت.                                                       |